# 메르세데스 삼피에트로
메르세데스 삼피에트로(Mercedes Sampietro, 1947년 1월 24일 ~ )는 스페인의 배우이다.

## 출연 작품
- 분노 (2016)
- 아블라 (2015)
- 희소식 (2008)
- 더 실리 에이지 (2006)
- 누구도 완전하지 않다 (2006)
- 살바도르 (2006)
- 퀸즈 (2005)
- 무의식 (2004)
- 아이 노우 후 아 유 (2000)
- 바이 마이 사이드 어게인 (1999)
- 크로넨 이야기 (1994)
- 벨테네브로스 (1991)
- 에스케이프 (1989)
- 프레클드 맥스 앤드 더 스푹스 (1987)